# Daniel Güiza
Daniel González Güiza (Jerez de la Frontera, 17 de agosto de 1980) é um futebolista espanhol que atua como atacante. Atualmente, joga no Algaida.

## Carreira
Nascido em 1980, numa família humilde, Dani Güiza passou sua infância no bairro de La Liberación, zona sul de Jerez de la Frontera. Depois de se destacar em equipes de futebol amadoras, iniciou sua carreira professional no Xerez CD, na segunda divisão. Na temporada 1999-2000 foi cedido ao Dos Hermanas CF, onde começou a despontar como goleador. Na metade da temporada o Real Club Deportivo Mallorca o comprou por 80 milhões de pesetas, um valor considerável para um jogador ainda juvenil.
Embora sua contratação fosse para reforçar para reforzar o Real Mallorca B, nessa mesma campanha chegou a jogar na equipe titular na divisão principal. Foi numa partida contra o RCD Espanyol, em 2 de abril de 2000, com apenas 19 anos.
Apesar de seu início promissor, nas temporadas seguintes disputou somente seis partidas pela equipe titular, nas quais marcou um gol. Seu baxio rendimento, acusando sua fatigante vida fora dos gramados, fez com que o clube optasse por cedê-lo na temporada 2002-03. Lucas Alcaraz, que havia sido seu treinador no Dos Hermanas, lhe abriu as portas do Recreativo de Huelva, que acabava de subir para a Primeira Divisão. Em Huelva, só disputou 4 partidas, sem fazer nenhum gol, e terminou a temporada na filial do FC Barcelona.
No verão de 2003, com sua carreira em clara decadência apesar de ter somente 23 anos na época, foi transferido para o CF Ciudad de Murcia, que naquele ano estreava na Segunda Divisão Espanhola. No clube de Murcia recuperou o instinto goleador. Seu desempenho lhe permitiu voltar à divisão principal, indo para o Getafe CF.
Em sua primeira campanha no clube madrilenho marcou 9 gols em 32 partidas, o que fez sua equipe permanecer na mesma divisão sem problemas. Em sua segunda temporada, conseguiu melhorar os números na liga, com onze gols, mas sua participação de maior destaque foi na Copa. Seus foram dois dos quatro gols com os quais o Getafe classificou-se para afinal da copa pela primeira vez em sua história, um êxito sem precedentes para o modesto clube madrilenho. Güiza foi titular na final, que sua equipe perdeu para o Sevilla FC.
No verão de 2007, após rejeitar ofertas do Deportivo de La Coruña e do Kazan, finalmente foi transferido ao RCD Mallorca. Na volta a Mallorca protagonizou a melhor campanha de sua carreira, sendo o maior artilheiro da liga espanhola com 27 gols, batendo o recorde de gols de um jogador de Mallorca em uma mesma temporada. O desempenho dele lhe permitiu ganhar a Chuteira de Prata como segundo maior goleador das ligas europeias.  Devido a esta grande temporada, em novembro de 2007, estreou pela seleção espanhola e foi convocado para participar da Eurocopa 2008.
Em 15 de julho de 2008, assinou contrato por quatro anos com o Fenerbahçe, em troca de 14 milhões de euros, o que faz dele a contratação mais cara do futebol turco. No clube de Istambul, encontra-se novamente com Luis Aragonés, que tinha sido seu treinador no Mallorca e na seleção.
Sendo emprestado aos malaios do Johor Darul Takzim. atualmente Guiza defende o Cerro Porteño.

## Seleção Espanhola
Jogou pela seleção espanhola em seis ocasiões.
Estreou em 21 de novembro de 2007, em uma partida de qualificação para a Eurocopa 2008 contra a Irlanda do Norte, disputada no Estádio Gran Canaria, com o resultado de 1 – 0 a favor dos espanhóis.

### Eurocopa 2008

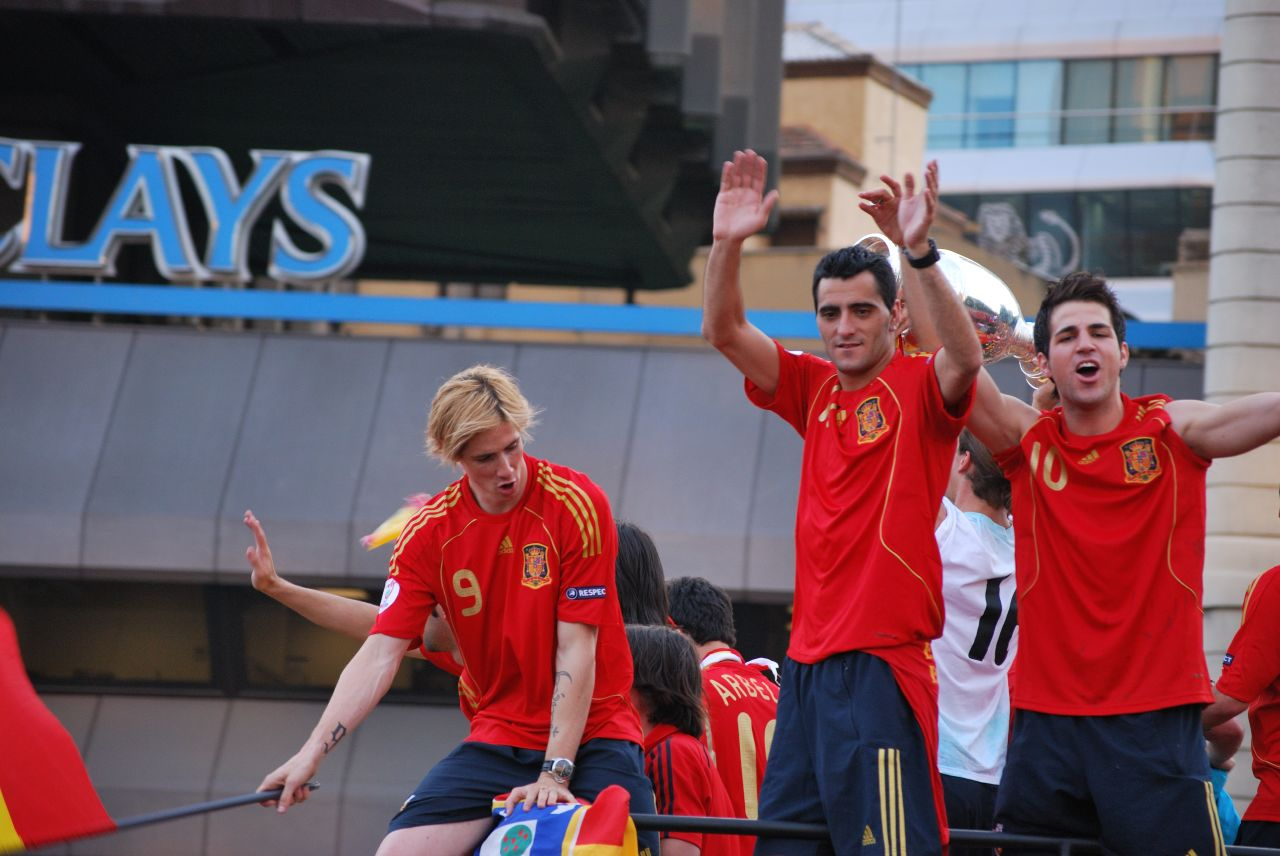
Torres, Güiza e Fàbregas comemorando o título da Euro 2008

Güiza foi convocado pelo treinador Luis Aragonés para fazer parte dos 23 jogadores que disputaram a Eurocopa 2008.
Foi titular na terceira partida da primeira fase, contra a Grécia, campeã da edição anterior. A partida foi disputada por jogadores menos habituais da seleção espanhola, já que se encontrava matematicamente classificada para a segunda fase da Eurocopa. Intervindo de forma ativa nos dois gols marcados pelos espanhóis, deixando uma bola de cabeça para De la Red fazer o gol , e fazendo o segundo gol. O placar final foi de 1-2 a favor da seleção espanhola.
Participou na partida de quartas-de-final contra a Itália, na qual entrou no minuto 84 substituindo Torres. Chegou ao final da prorrogação em um empate sem gols. Na disputa de pênaltis, Buffon defendeu a cobrança de Güiza, e a Espanha se classificou por 4 a 2.
Nas semifinais contra a Rússia, Güiza voltou a substituir Torres no segundo tempo, no minuto 68. Após um passe de Cesc Fábregas, Güiza se desmarcou e fez seu segundo gol pela seleção no minuto 72, na segunda vez que tocava na bola na partida. O resultado final foi de 0-3 para os espanhóis e o segundo tempo da partida foi qualificado pela crítica mundial como um dos melhores na história do combinado.
Em 29 de junho de 2008, na final contra a Alemanha entrou no minuto 77 para substituir Torres, que tinha marcado um gol. Disputou vários lances perto da área alemã pondo em apuros o goleiro alemão, a mais clara delas no minuto 80 onde fez um toque de cabçea para que Senna chutasse, mas este não chegou a fazê-lo. No entanto, não teve nenhuma chance clara de gol e a partida terminou 0 - 1 a favor da Espanha. Güiza, como o resto dos componentes da seleção foi campeão da Eurocopa.
Durante a Eurocopa 2008, Güiza jogou toda a terceira partida da primeira fase, e participou nas quartas-de-final, semifinal e final. No totla, esteve em campo durante aproximadamente 170 minutos de competição. Fez dois gols contra a Grécia na primeira fase e contra a Rússia na semifinal.

## Títulos
Seleção Espanhola
- Eurocopa: 2008

Individuais
- Troféu Pichichi: 2008
- Troféu Zarra: 2008